# 日向坂46ストーリー
『日向坂46ストーリー』（ひなたざかフォーティーシックス・ストーリー）は、日本の女性アイドルグループ「日向坂46」を題材として、西中賢治により書かれたノンフィクション作品である。2020年3月25日に集英社より単行本として発売され
、発行部数は発売2週目で10万部を突破した。

## 概要
『日向坂46ストーリー』（ひなたざかフォーティーシックス・ストーリー）は、2018年4月より1年半にわたり『週刊プレイボーイ』に連載された「けやき坂46ストーリー〜ひらがなからはじめよう〜」（著者：西中賢治。途中改題「日向坂46ストーリー〜ひらがなからはじめよう〜」）に加筆、修正を加え単行本化されたノンフィクション作品であり、2020年3月25日に集英社より発売された。
けやき坂46は2015年11月に一人のみのアイドルグループという形でスタートした。日向坂46への改名発表を経た後、2019年3月に開催された日向坂46デビューカウントダウンライブまでを中心に描かれており、加えて日向坂46としてのデビューから2020年2月の4thシングル発売までを含め、メンバーのこれまで語られてこなかったエピソードや複雑な心情を織り交ぜて綴られている青春群像ストーリーとなっている。
日向坂46の総合プロデューサー秋元康は本書の帯文に「日向坂に到るまでの道のりは、決して平坦なものではなかった。（中略）どんな逆境の中でも、彼女たちは信じていた。やがて、陽が当たることを…。これは、メンバーとファンだけが知ってるヒストリーである。（後略）」との言葉を寄せた。またWEBメディア『ほんのひきだし』は本書を「楽曲を含め、文字通り『日向坂46のこれまで』が詰め込まれているので、まだ『おひさま』でない方も、入門書として楽しめます。」と紹介した。
発行部数は発売2週目となる2020年4月4日時点で10万部を超えており、大ヒットを記録した。
また、本書の特別編として、『週刊プレイボーイ』2020年14号にて「新3期生3名について」、同2020年33・34合併号にて「活動休止から復帰した影山優佳について」が掲載された。ほかに、本作の単行本化を記念して、本作のコミカライズ（漫画：田辺洋一郎、企画監修：秋元康、原作：西中賢治、全3話）がWEBにて公開された。

## 批評
「Real Sound」のコラムにおいて、フリーライター一条皓太は大ヒットの理由を「けやき坂46時代を共に歩んできたファンと、日向坂46として初めて彼女たちを知ったファンの（中略）双方のニーズを上手く満たしていたのが理由のひとつに挙げられる。つまり、読み手側が日向坂46と親しんできた時間の長さによって、今回の書籍がそれぞれ違った視点からの楽しみをもたらすのである。」「読者が“自分だけの日向坂46”に出会う時間を提供しているからこそ、大ヒットを記録したのかもしれない」と分析し、また「日向坂46の数奇な歩みが読み手を惹き寄せ、彼女たちの物語が今この瞬間にも更新されている事実に喜びを覚え、きっと誰かに“共有”したくなる。日向坂46の歩みを語る上で、これ以上ない作品」と評した。

## 主な登場人物およびスタッフ

### 主な登場人物
- けやき坂46および日向坂46のメンバー（含む卒業生）[15]

長濱ねる・井口眞緒・潮紗理菜・柿崎芽実・加藤史帆・影山優佳・齊藤京子・佐々木久美・佐々木美玲・高瀬愛奈・高本彩花・東村芽依・金村美玖・河田陽菜・小坂菜緒・富田鈴花・丹生明里・濱岸ひより・松田好花・宮田愛萌・渡邉美穂・上村ひなの、髙橋未来虹
・森本茉莉・山口陽世
「日向坂46#メンバー」および「各メンバーの個人記事」も参照

### 主なスタッフ
- 著者：西中賢治[4]
- ART DIRECTION&DESIGN：加藤賢策、守谷めぐみ（LABORATORIES）[4]
- PHOTOGRAPER：LUCKMAN、萩原大志[4]
- 取材協力：TAKAHIRO、野村裕紀、内片輝、赤澤ムック、CRE8BOY（山川雄紀、秋元類）、日向坂46スタッフ[4]